# Amomum coriaceum
Amomum coriaceum är en enhjärtbladig växtart som beskrevs av Rosemary Margaret Smith. Amomum coriaceum ingår i släktet Amomum och familjen Zingiberaceae. Inga underarter finns listade i Catalogue of Life.